# Pratânia
Pratânia is een gemeente in de Braziliaanse deelstaat São Paulo. De gemeente telt 4.614 inwoners (schatting 2009).

## Aangrenzende gemeenten
De gemeente grenst aan Avaré, Botucatu, Lençóis Paulista en São Manuel.